# Rocade de Fort-de-France
Pour les articles homonymes, voir D41.
 (janvier 2025).
Si vous disposez d'ouvrages ou d'articles de référence ou si vous connaissez des sites web de qualité traitant du thème abordé ici, merci de compléter l'article en donnant les références utiles à sa vérifiabilité et en les liant à la section « Notes et références ».
La rocade de Fort-de-France est la route départementale 41 (ou D41) qui contourne le centre-ville de Fort-de-France en Martinique connectant directement l'Autoroute A1 à l'est à la RN 2 à l'ouest.

## Caractéristiques et historique
La rocade est intégralement en 2x2 voies limitées à 60 ou 50 km/h. 
Sa construction est engagée en 1967, elle est mise en service dans les années 1980 et livrée sur tout son parcours en mai 1991.
Elle a pour buts de désengorger la traversée de Fort-de-France et de permettre d'accéder plus facilement aux quartiers surplombant Fort-de-France et routes principales dont la Route de la Trace via des échangeurs.

## Échangeurs
- Début de la rocade de Fort-de-France

- Dillon : jonction Autoroute A1 vers l'aéroport et le sud de l'île, accès RN 1 vers la zone portuaire et la gare maritime et la RD 13 vers les quartiers de Sainte-Thérèse et de Châteauboeuf
- Moutte : accès RD 48 vers le centre-ville, Saint-Joseph et les quartiers de Moutte et de l'Entraide

- Maternité : accès RN 4 et RD 52 vers Saint-Joseph et les quartiers de l'Hôpital, Redoute et Trenelle
- Tunnel de la Maternité (180 mètres)
- Pavé : accès RD 52 vers le centre-ville
- Pont de Chaînes : accès Route de la Trace (RN 3) vers Le Morne-Rouge et les quartiers de Trenelle, de Citron, de Balata
- Viêt-Nam Héroïque : accès RD 44 et RD 45 vers les quartiers de Didier, de Cluny et de Clairière
- Amiral Cabral : accès route communale vers les quartiers de Bellevue, de Cluny et de Clairière (demi-échangeur)
- Sainte-Catherine : accès RD 43 dt RD 53 vers les quartiers de Sainte-Catherine et de Bellevue
- Pointe des Nègres : jonction RN 2 vers Saint-Pierre, accès RN 2 vers le centre-ville
- Fin de la rocade de Fort-de-France

## Ouvrage d'art
Ouvert en 1990, le tunnel de la Maternité est long de 180 mètres, il est composé de 2 tubes de 13,5 mètres de largeur et de 2 voies chacun